# John Booth (ur. 1954)
John Alfred Booth (ur. 18 grudnia 1954 w Rotherham) – brytyjski kierowca wyścigowy, szef zespołu Marussia F1 w Formule 1. Początkowo był dyrektorem sportowym zespołu, ale przejął rolę szefa zespołu od Aleksa Taia.

## Życiorys
John Booth w 1980 roku ścigał się w Formule Ford.
W 1990 roku stworzył zespół wyścigowy Manor Motorsport.
12 czerwca 2009 roku złożył wniosek zespołu Manor do udziału w sezonie 2010 w Formule 1, wniosek został przyjęty. W Formule 1 pierwotnie zespół nazywał się Manor Grand Prix, ale po wykupieniu przez Virgin Group nazwa zespołu została zmieniona na Virgin Racing. Zespół uczestniczy także w Formule 3. W 2010 akcje zespołu zostały kupione przez Marussia Motors, w 2011 nazwę zespołu zmieniono na Marussia Virgin Racing.
Jest członkiem British Racing Drivers’ Club.